# Ankylosauria
Az Ankylosauria alrendágba nagy testű, növényevő dinoszauruszok tartoztak.

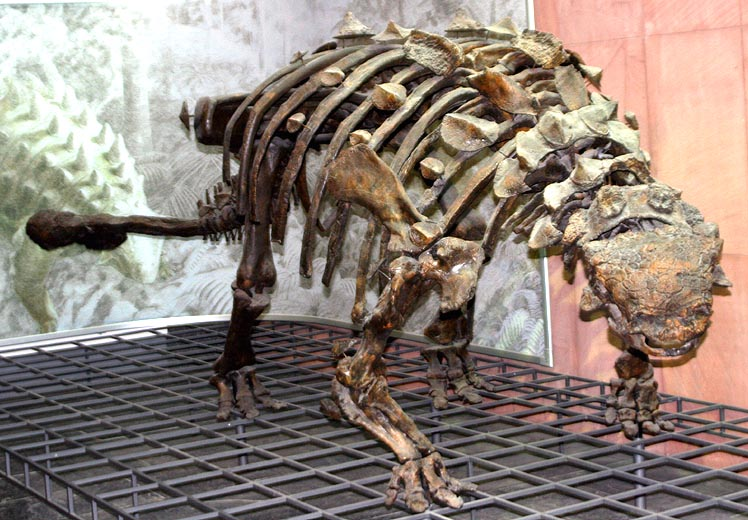
Euoplocephalus

Afrika kivételével minden kontinensen fellelhetők a maradványaik. Az ankylosaurusokat először Henry Fairfield Osborn írta le 1923-ban.
Ide tartozott a Hungarosaurus is, amelynek maradványait egyedül Magyarországon találták meg, a Bakonyban.

## Testfelépítés
Az ankylosaurusok testét páncél borította, egyes fajaik buzogányszerű csontkinövést viseltek a farkuk végén.

## Fontosabb nemek
- Ankylosaurus
- Euoplocephalus
- Hylaeosaurus
- Polacanthus